# 绰尔济 (科尔沁部)
绰尔济（？—1668年），清朝蒙古王公，科尔沁部人，莽古斯的曾孙，寨桑之孙，赛罕之子，博尔济吉特氏。
天聪五年（1631年），跟随后金攻打明朝，围大凌河，击败监军道张春等援兵。天聪六年（1632年），朝觐皇太极。天聪八年（1634年）正月，尚郡主，封和硕额驸，几年内跟随攻打明朝有功。顺治三年（1646年），随豫亲王多铎攻打苏尼特部腾机思。顺治九年（1652年），封镇国公。其女为顺治帝孝惠章皇后。顺治十八年（1661年），晋升为多罗贝勒，世袭罔替。